# Танагра вогнистощока
Тана́гра вогнистощока (Tangara parzudakii) — вид горобцеподібних птахів родини саякових (Thraupidae). Мешкає в Андах.

## Опис

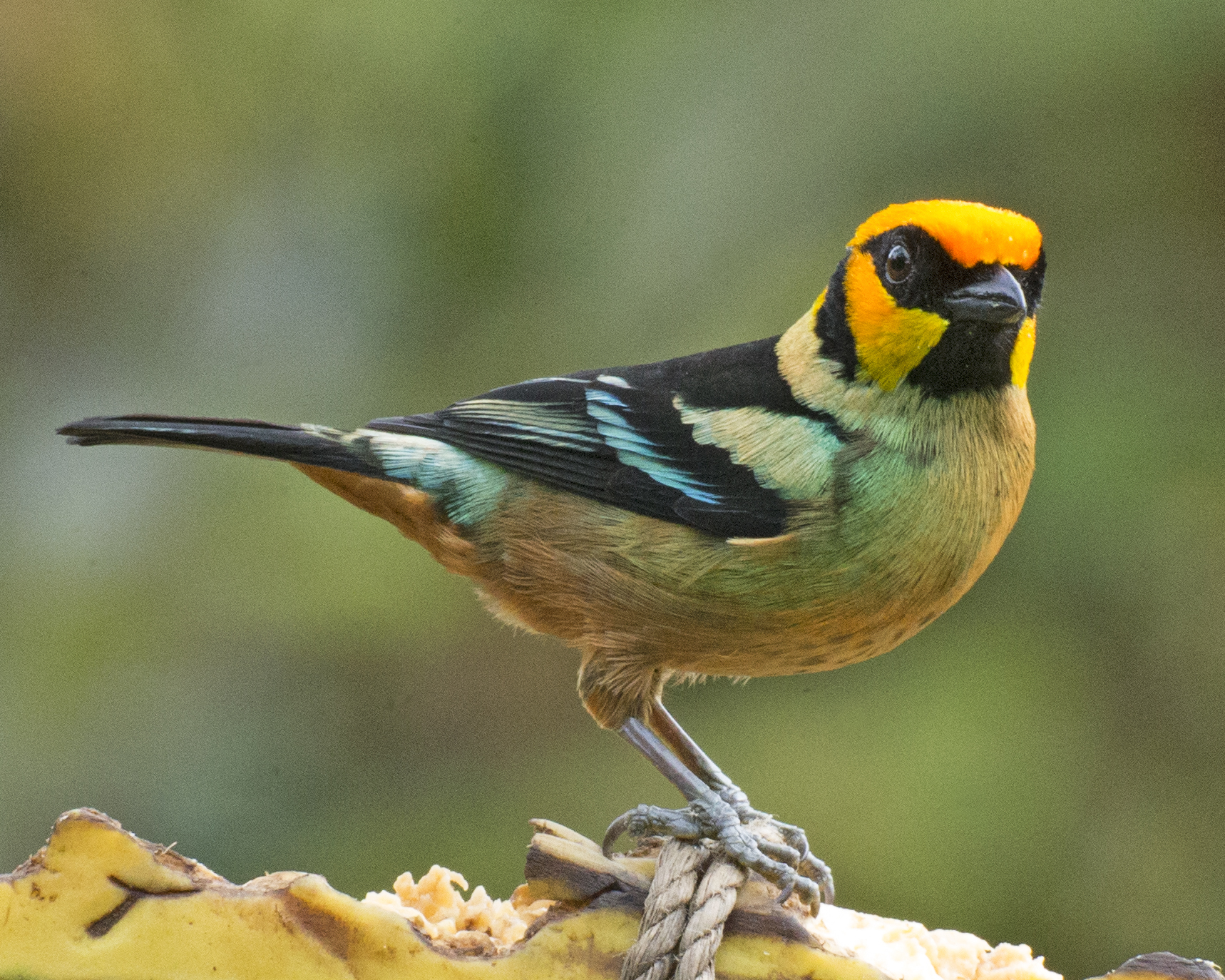
Вогнистощока танагра

Довжина птаха становить 14-15 см, вага 17,5-28 г. Виду не притаманний статевий диморфізм. Верхня частина голови оранжево-жовта, на щоках оранжево-жовті плями. Обличчя, горло і скроні чорні. Верхня частина тіла чорна, плечі, нижня частина спини і надхвістя сильно-зелені з металевим відблиском. Першорядні покривні пера крил мають бірюзовий відблиск. Груди і боки бірюзові, блискучі, живіт і нижні покривні пера хвоста коричневі або охристі.

## Підвиди
Виділяють три підвиди:
- T. x. venusta (Sclater, PL, 1855) — Анди на крайньому південному заході Венесуели (Тачира), в Колумбії, Еквадорі і Перу;
- T. x. xanthocephala (Tschudi, 1844) — гори Кордильєра-де-Урубамба на південному сході Перу;
- T. x. lamprotis (Sclater, PL, 1851) — західні схили Анд в Колумбії і Еквадорі.

Деякі дослідники виділяють підвид T. x. lamprotis у окремий вид Tangara lunigera.

## Поширення і екологія
Вогнистощокі танагри мешкають у Венесуелі, Колумбії, Еквадорі і Перу. Вони живуть у вологих гірських і хмарних тропічних лісах та узліссях і плантаціях. Зустрічаються парами або зграйками до 7 птахів, переважно на висоті від 1000 до 2600 м над рівнем моря. Часто приєднуються до змішаних зграй птахів. Живляться переважно плодами, зокрема Cecropiaі Miconia, а також комахами, бруньками і нектаром.